# 檜谷
23°15′29″N 120°55′48″E / 23.257986°N 120.929901°E

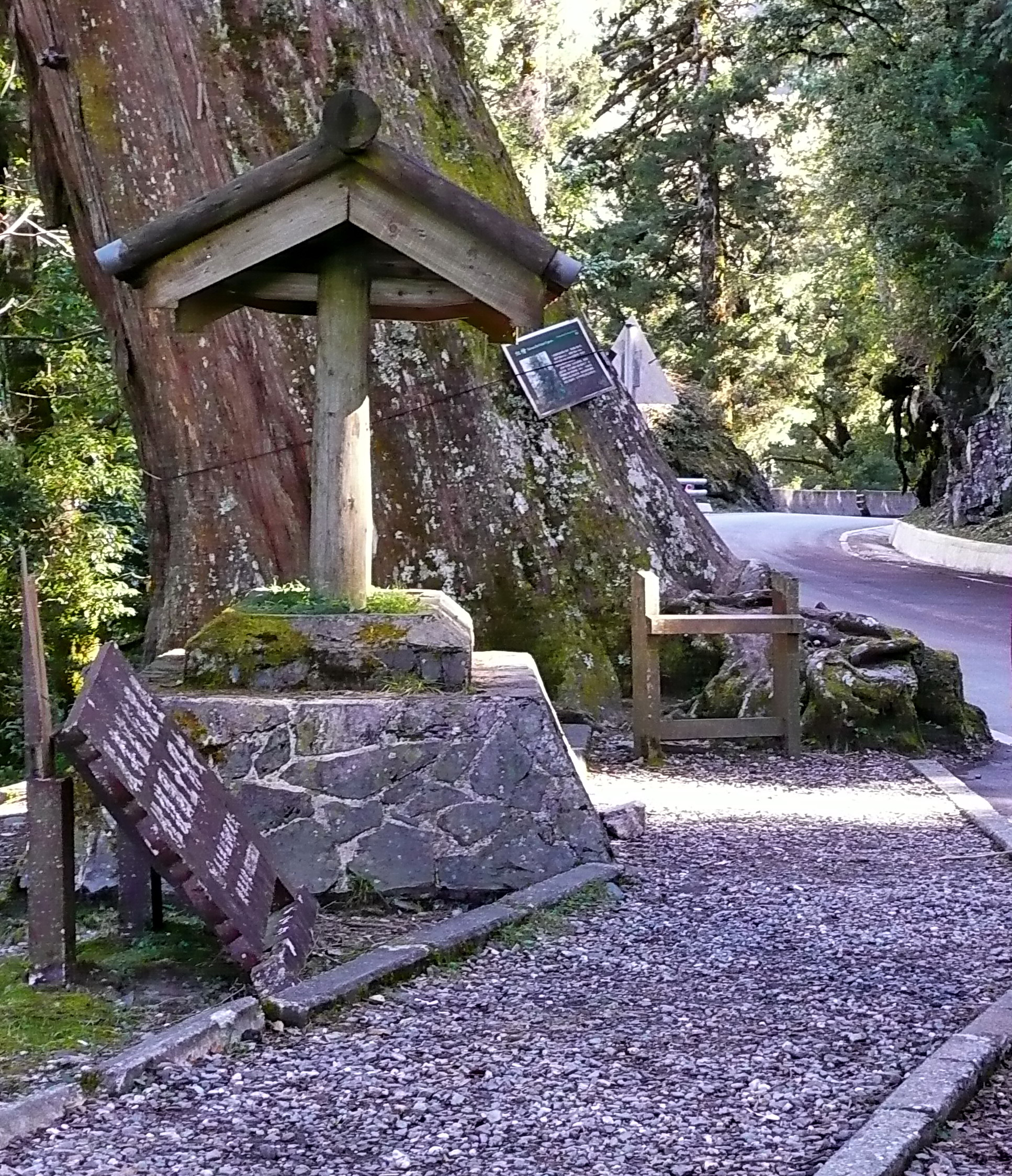
南橫公路行經檜谷路段

檜谷，台灣南橫公路旅遊景點，海拔2487公尺（2454公尺），位於台20線141–145公里之路段，中央山脈南段主脊西側，轄屬高雄市桃源區，玉山國家公園西南角園區內。沿途森林景觀由紅檜、扁柏等檜木林樹種構成，又因檜谷位處霧林帶的高度，故這裡的氣候溼潤涼爽，而且雲杉、鐵杉等針葉樹種混交於林間，反映出暖溫帶與涼溫帶的山地氣候。

## 歷史
日治時期，臺灣總督府為治理生活於山地的布農族人而實施五年理蕃政策，該政策強制沒收獵槍或長槍，導致族人的狩獵活動受到衝擊，並遣使警察在各地修築警備道路，深入山區管制:68。其中一條警備道路關山越嶺道（今關山越嶺古道），在一邊往前推進的同時，也一邊建造防禦工事與警察駐在所，直到1929年4月才推進到檜谷，1930年完成至州廳界（今關山埡口）:68。1932年9月19日，在現今檜谷的位置附近是大關山駐在所，因電話線遭雷擊而斷訊，為查線而在前往的途中，遭到布農族人突襲之下，一名巡查與兩名警手全數中彈，僅有一人倖存，史稱「大關山事件」:68。二次戰後，國民政府接收台灣，才於民國七十七年（1988年）由林古松等人率隊展開沿線調查關山越嶺道，發現檜谷駐在所位置約於進涇橋上方，一處呈50×20（公尺）面積之址，大關山駐在所則在塔關山登山口步行約10分鐘，於一處苗圃附近發現呈50×35（公尺）面積之址:138-139。兩間駐在所位置可由台20線138.5K（進涇橋）與143.4K（塔關山登山口）進入，但越嶺道沿途受崩坍沖毀而中斷，無法來往於檜谷、大關山之間:200。

## 地理
南橫公路由高雄市桃源區往東深入中央山脈南段主脊西側，過了天池之後，當路經檜谷這一段路，即將要抵達東西分水嶺埡口之前，兩旁則呈現巨木林立，午後有雲霧繚繞，為檜谷的特色景觀，並因這裡的森林資源曾吸引行政院有意規劃設立國家公園，而現為玉山國家公園管理。檜谷北面拉庫音溪河谷呈東至西流向，注入荖濃溪，其餘三面，南面、東面則受名列百岳的關山、塔關山、關山嶺山等位於中央山脈南段主脊、以及在檜谷西面關山北側岔出的支脈庫哈諾辛山等高度超過海拔3000公尺的高山環繞，故檜谷附近有兩處登山口，分別為塔關山登山口與進涇橋登山口（可登庫哈諾辛山與關山）。布農語意為陰暗處，因此地巨木林立，三面高山環繞，長年背向陽光而陰暗，如黑森林般。
南橫公路在山區沿路有不少邊坡裸露岩層，其中位於台20線137–143K檜谷路段，由於有檜谷斷層與大關山斷層通過，出露的地層呈現不同岩性與破壞型式:26。此一路段的地質屬於檜谷層，何春蓀著作《台灣地質概論》書中則將其併入到畢祿山層:26。據玉山國家公園管理處一份地質調查報告中顯示，進涇橋以東至大關山斷層之間的岩性呈黑色板岩、灰色變質凝灰質砂岩和綠色變質火成岩，並於變質凝灰質砂岩當中夾有凸鏡狀石灰岩，同時也發現這裡的板岩構造是劈理發達，並於進涇橋與常仕橋等三處地點找到火山作用的證據:10。

## 周邊景點
- 關山埡口
- 南橫天池
- 中央山脈關山連稜
- 南橫f4(關山、庫哈諾辛山、塔關山、關山嶺山）
- 南橫三山（庫哈諾辛山、塔關山、關山嶺山）

## 資料來源
1. 1 2   [海樹兒·犮剌拉菲].  (报告). 玉山國家公園管理處: 58,70,101,106. 2021-12-20  [2022-10-15]. （原始内容存档于2022-12-04）.
2. ↑  . 交通部公路總局.   [2019-02-10]. （原始内容存档于2021-02-15）.
3. 1 2    (地图). . 1/5萬. 上河文化. 2008年3月. ISBN 9789867342492 （中文（臺灣））.
4. 1 2 3  . 高雄市政府原住民事務委員會.   [2012-03-20]. （原始内容存档于2016-03-05） （中文（臺灣））.
5. ↑  賴明洲. .  (PDF). 東海大學景觀研究所. 1999: 6–15  [2012-03-20]. （原始内容存档 (PDF)于2016-03-04） （中文（臺灣））.
6. 1 2 3 4 5  林古松等著.  (报告). 玉山國家公園管理處. 1989  [2023-02-01]. （原始内容存档于2023-02-01） （中文（臺灣））.
7. ↑  . 內政部營建署.   [2012-03-20] （中文（臺灣））.[]
8. ↑    (地图).  經建第三版. 二萬五千分一. 內政部. 2000 （中文（臺灣））.
9. 1 2 3  賴典章等著. . . 玉山國家公園管理處. 1988 （中文（臺灣））.
10. ↑  張猷蓉 繪製.   (地图). . 玉山國家公園管理處. 1987-12 （中文（臺灣））.

## 外部連結
- . 交通部觀光局.   [2012-03-20]. （原始内容存档于2016-03-04） （中文（臺灣））.
- . 交通部公路總局第三區養護工程處.   [2012-03-20]. （原始内容存档于2012-11-04） （中文（臺灣））.